# St. Wendelin (Rütschdorf)

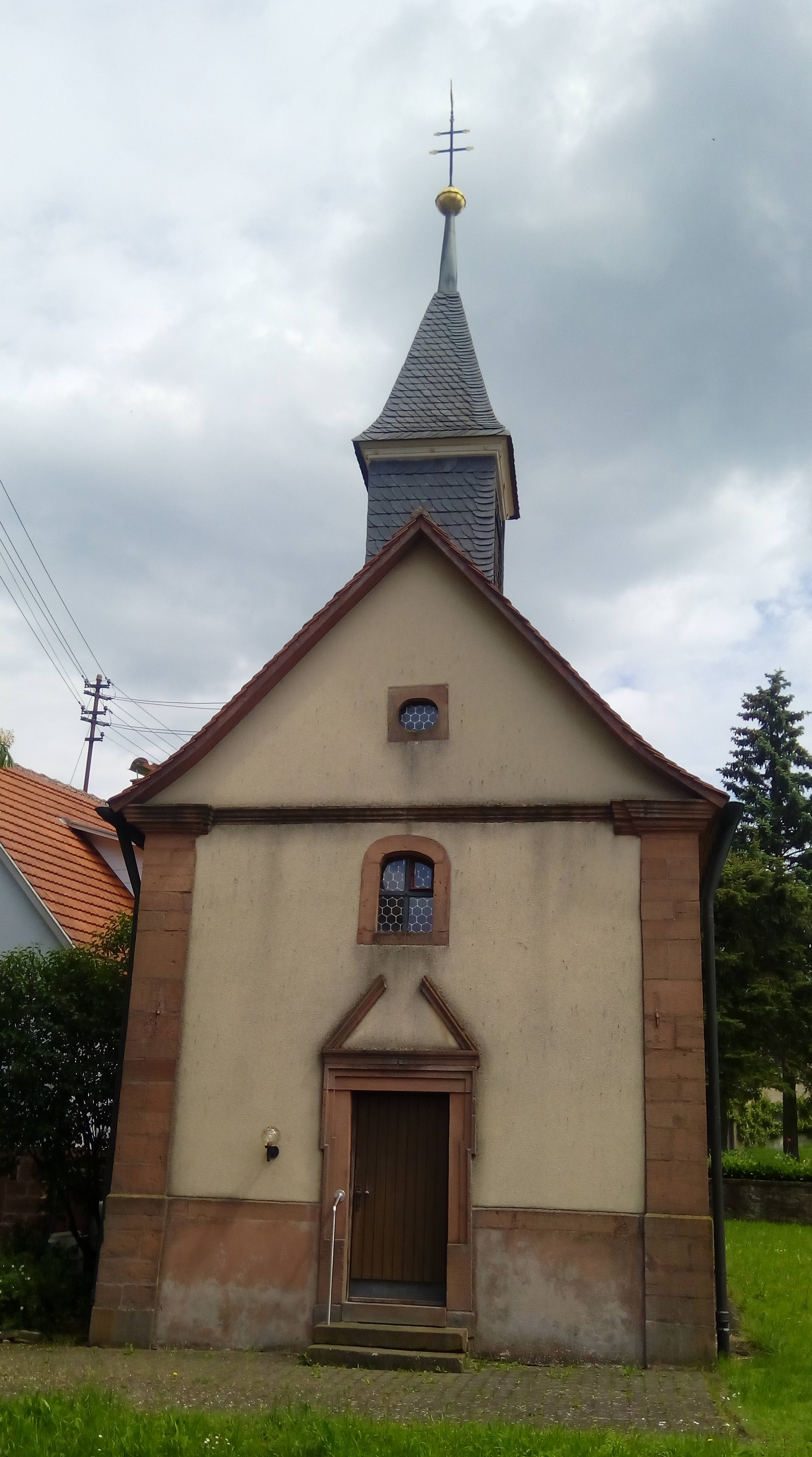
St. Wendelin in Rütschdorf

Die römisch-katholische Filialkirche St. Wendelin steht in Rütschdorf, einem Ortsteil von Hardheim im Neckar-Odenwald-Kreis in Baden-Württemberg. Das Bauwerk ist beim Landesamt für Denkmalpflege Baden-Württemberg als Baudenkmal eingetragen. Die Kirchengemeinde gehört zum Dekanat Mosbach-Buchen im Erzbistum Freiburg.

## Beschreibung
Die 1743 erbaute Kapelle besteht aus einem Langhaus, das im Osten dreiseitig geschlossen ist. Mittig über der Fassade im Westen erhebt sich ein schiefergedeckter, mit einem Pyramidendach abschließender Dachreiter auf quadratischem Grundriss, in dem zwei Kirchenglocken hängen.
Zur Kirchenausstattung gehört ein von Säulen flankierter Altar aus dem Kloster Bronnbach, auf dessen Altarretabel die Kreuzigung dargestellt ist.